# Mário Peixoto
Mário Peixoto, pseudonimo di Mário Rodrigues Breves Peixoto (Rio de Janeiro, 25 marzo 1908 – Rio de Janeiro, 3 febbraio 1992), è stato un regista e scrittore brasiliano.

## Biografia
Mário Rodrigues Breves Peixoto divenne noto soprattutto per la sua unica pellicola intitolata Limite, un film sperimentale muto girato nel 1930, uscito nelle sale nel 1931 e presentato in anteprima a Rio de Janeiro il 17 maggio 1931. La sua colonna sonora comprende Erik Satie, Claude Debussy, Alexander Borodin, Igor' Stravinskij, Sergej Prokof'ev e César Franck.
La sua unica copia andò quasi perduta negli anni '50, ma il film poté essere restaurato grazie agli sforzi personali di due critici negli anni '70, il che divenne oggetto di varie leggende. Una di queste riguardava un falso articolo di apprezzamento sul film scritto da Sergei Eisenstein, però qualche anno prima di morire Peixoto ammise che era un falso, anche se Eisenstein disse più volte di valutare positivamente l'opera di Peixoto.
Il restauro della copia superstite e la rinnovata visione negli anni '70 e  anni '80 suscitarono interesse per il film. Nel 1988, la Cinemateca Brasileira lo ha nominato miglior film brasiliano di tutti i tempi.
Nello stesso periodo in cui Limite veniva progettato e girato, Mário Peixoto iniziò a scrivere e a pubblicare. Nel 1931 pubblicò una raccolta di poesie intitolata Mundéu, caratterizzata da un forte accento modernista e con una prefazione di Mário de Andrade. Nello stesso anno Peixoto pubblicò, su una rivista chiamata Bazar, tre racconti e un dramma.
Nel 2002 uscì postuma un'altra raccolta di poesie scritte tra il 1930 e il 1960, Poemas de permeio com o mar. Nel 1933 Peixoto pubblicò il suo primo e unico romanzo, O inútil de cada um. Contemporaneamente egli incominciò la realizzazione di un secondo film, mai terminato, e scrisse tre sceneggiature, mai realizzate.

## Cinema
- Limite (1931)

## Letteratura
- Mundéu (1931)
- O inútil de cada um (1933)
- Poemas de permeio com o mar (2002)